# Lasianthus strigillosus
Lasianthus strigillosus är en måreväxtart som beskrevs av Joseph Dalton Hooker. Lasianthus strigillosus ingår i släktet Lasianthus och familjen måreväxter. Inga underarter finns listade i Catalogue of Life.